# Granito (sommergibile)
Il Granito è stato un sommergibile della Regia Marina.

## Storia
Dopo l'ultimazione svolse l'addestramento a ritmi serrati per divenire operativo il prima possibile.
Il 6 agosto 1942 fu inviato ad est dell'isola La Galite al comando del tenente di vascello Leo Sposito, nell'ambito della Battaglia di mezzo agosto che si sarebbe di lì a poco sviluppata. Il 12 agosto avvistò il convoglio britannico dell'operazione «Pedestal», diretto a Malta, ma non riuscì ad avvicinarsi a sufficienza per attaccare. Il 14 agosto individuò in superficie un gruppo di unità nemiche (si trattava della scorta che rientrava alla base) e le attaccò con il lancio di cinque siluri, immergendosi subito dopo – dato che l'incrociatore leggero HMS Kenya lo aveva avvistato e stava dirigendo per speronarlo – e posandosi sul fondale per eludere l'eventuale caccia antisommergibile. Fu avvertito un forte scoppio, ma non risultano danneggiamenti.
Nei primi giorni di novembre fu impiegato in una missione di trasporto di 22,4 tonnellate di munizioni in Libia: giunse a Tobruk il 5 novembre, effettuò la messa a terra del carico e fece quindi ritorno nella base di Augusta, ove arrivò tre giorni dopo.
L'8 novembre stesso lasciò Augusta per attraversare lo stretto di Messina e porsi in agguato a settentrione del litorale dell'Algeria: tuttavia comunicò per l'ultima volta con la base alle 10.15 del 9 novembre, dopo di che non se ne seppe più nulla.
Solo nel dopoguerra si apprese che era stato attaccato il 9 od il 14 novembre, al largo di Capo San Vito (Sicilia) dal sommergibile britannico HMS Saracen, con il lancio di tre siluri: colpito, il sommergibile italiano era affondato con tutto l'equipaggio in posizione 38°34' N e 12°09' E.
Con il Granito s'inabissarono il comandante Sposito, altri 4 ufficiali, 13 sottufficiali e 29 fra sottocapi e marinai.
Il sommergibile aveva svolto in tutto 4 missioni offensivo-esplorative e 4 di trasferimento, per complessive 3.839 miglia di navigazione in superficie e 348 miglia in immersione.